# Amphoritheca dozyana
Amphoritheca dozyana là một loài Rêu trong họ Funariaceae. Loài này được (Müll. Hal.) A. Jaeger mô tả khoa học đầu tiên năm 1880.